# Carl E. Olivestam
Carl E. Olivestam, född 23 januari 1942 i Söderhamn, död 9 december 2024 i Crystal River, Florida, USA, var en svensk teolog, lärare och författare.
Olivestam avlade teologie kandidatexamen 1965, filosofisk ämbetsexamen 1966 och teologie doktorsexamen 1977  vid Uppsala universitet. Han verkade som lektor vid Umeå universitet från 1979. Mellan 1988 och 1999 var han avdelningsdirektör vid Universitets- och högskoleämbetet. År 2002 blev han docent vid Göteborgs universitet. Mellan 2008 och 2010 var Olivestam  prorektor vid Strömstad akademi. Sedan 2012 var han professor där i utbildningsvetenskap. I sitt författarskap ägnade han sig åt såväl forsknings- som läromedelsproduktion.

## Biografi
Olivestam föddes som son till frikyrkopastor Carl Olivestam och hans hustru Ursila, född Classon, som var biträdande pastor i Sionförsamlingen i Söderhamn. Hon kom att avlida i samband med sonens födelse.
År 1966–1972 var Olivestam gift med byggnadsingenjör Astrid Lundberg. I äktenskapet föddes fyra barn mellan 1967 och 1970. Åren 1981–1991 var han gift med överläkare Kerstin Sondell. I ett förhållande med universitetslektor Ann-Kristin Eriksson föddes en dotter 2014.
Olivestam drev det egna konsultföretaget Q Cavillator Konsult Aktiebolag.